# Janez Poklukar
Janez Poklukar, slovenski zdravnik in politik, * 9. februar 1979, Kranj
Med letoma 2021 in 2022 je bil minister za zdravje Republike Slovenije v vladi Janeza Janše. Pred tem je bil direktor Univerzitetnega kliničnega centra Ljubljana in Splošne bolnišnice Jesenice.

## Zdravstvo
Leta 2004 je zaključil študij medicine na Medicinski fakulteti Univerze v Ljubljani, leta 2010 pa je opravil specialistični izpit s pohvalo iz interne medicine.
Prvega aprila 2004 se je zaposlil v Splošni bolnišnici Jesenice, kjer je deloval na področju kardiologije, angiologije ter intenzivne in interne medicine. Od leta 2013 je bil predstojnik oddelka slednje. Po odhodu Igorja Horvata z mesta direktorja bolnišnice je Poklukar junija 2014 postal vršilec dolžnosti, avgusta istega leta pa direktor. Vodil jo je do konca julija 2019. Bolnico je prevzel z okoli 600.000 evri letna izgube in 4,8 mio EUR kumulativne izgube, ki jo je v nekaj letih saniral. V njegovem mandatu je bila izpeljana gradnja novega urgentnega centra.
1. avgusta 2019 je postal generalni direktor UKC Ljubljana, kjer je zamenjal Aleša Šabedra.

## Politika

### Lokalna politika
Med letoma 2010 in 2014 je bil samostojni občinski svetnik v Občini Gorje, kjer je bil tudi član nadzornega odbora, predsednik odbora za turizem, član odbora za negospodarstvo ter predsednik komisije za potrditev mandatov članov sveta in ugotovitve izvolitve župana leta 2010.
Aktiven je bil v Tekaško smučarskem klubu Bled. Med letoma 2013 in 2017 je bil član sveta zavoda OŠ Gorje.
Leta 2022 je na lokalnih volitvah kandidiral za župana občine Gorje.

### Minister za zdravje
23. februarja 2021 je bil v državnem zboru s petdesetimi glasovi imenovan na mesto ministra za zdravje v 14. vladi Republike Slovenije. Funkcijo zdravstvenega ministra je po odstopu Tomaža Gantarja takrat vodil premier Janez Janša. Poklukarjev mandat je zaznamovala epidemija Covida-19, ko se je Slovenija v več valovih močno prizadela. V času njegovega mandata je bil v Državnem zboru Republike Slovenije sprejel tudi Zakon o dolgotrajni oskrbi in Zakon o zagotavljanju sredstev za investicije v slovensko zdravstvo 2021 - 2031.

## Zasebno
Njegova mama je delala na urgenci, oče pa je bil reševalec. Osnovno šolo je obiskoval v Zgornjih Gorjah, maturiral pa je na Gimnaziji Jesenice. Poročen je z diplomirano medicinsko sestro in ima pet otrok.